# Campionati del mondo under 20 di atletica leggera 2024
I campionati del mondo under 20 di atletica leggera 2024 (20ª edizione) si sono svolti a Lima, in Perù, dal 27 al 31 agosto. È il più grande evento di categoria under 20 organizzato nella capitale peruviana.
Il programma prevedeva 45 eventi: 22 maschili, 22 femminili e uno misto.

## Minimi di qualificazione
Gli atleti si possono qualificare ottenendo il minimo di qualificazione (entry standard). Le staffette non hanno minimi di qualificazione.
| Specialità              | Uomini       | Donne        | Numero di atleti |
| ----------------------- | ------------ | ------------ | ---------------- |
| 100 m piani             | 10"55        | 11"78        | 64               |
| 200 m piani             | 21"35        | 24"35        | 64               |
| 400 m piani             | 47"65        | 55"40        | 56               |
| 800 m piani             | 1'50"50      | 2'09"00      | 48               |
| 1 500 m piani           | 3'48"00      | 4'27"50      | 45               |
| 3 000 m piani           | 8'07"00      | 9'32"00      | 20               |
| 5 000 m piani           | 14'08"00     | 16'30"00     | 18               |
| 100 m ostacoli          | –            | 14"20        | 56               |
| 110 m ostacoli          | 14"20        | –            | 56               |
| 400 m ostacoli          | 53"20        | 1'01"00      | 56               |
| 3 000 m siepi           | 9'02"00      | 10'38"00     | 30               |
| 10000 metri marcia      | 43'30"00     | 48'45"00     | 34               |
| Salto in alto           | 2,13 m       | 1,80 m       | 28               |
| Salto con l'asta        | 5,10 m       | 4,00 m       | 28               |
| Salto in lungo          | 7,56 m       | 6,20 m       | 28               |
| Salto triplo            | 15,50 m      | 12,90 m      | 28               |
| Getto del peso          | 18,30 m      | 14,50 m      | 28               |
| Lancio del disco        | 55,50 m      | 49,00 m      | 28               |
| Lancio del martello     | 67,50 m      | 57,50 m      | 28               |
| Lancio del giavellotto  | 68,00 m      | 49,50 m      | 28               |
| Decathlon               | 7080 p.      | –            | 24               |
| Eptathlon               | –            | 5300 p.      | 24               |
| Staffetta 4×100 m       | senza minimo | senza minimo | 24               |
| Staffetta 4×400 m       | senza minimo | senza minimo | 24               |
| Staffetta 4×400 m mista | senza minimo | senza minimo | 24               |

## Calendario
| Q                                                | Qualificazioni | H | Batterie | S | Semifinali | F | Finale |
| M = sessione mattutina, A = sessione pomeridiana |                |   |          |   |            |   |        |

| Data→                  | 27 agosto | 27 agosto | 28 agosto | 28 agosto | 29 agosto | 29 agosto | 30 agosto | 30 agosto | 31 agosto |
| Gara↓                  | M         | P         | M         | P         | M         | P         | M         | P         | P         |
| ---------------------- | --------- | --------- | --------- | --------- | --------- | --------- | --------- | --------- | --------- |
| 100 m                  | H         | S         |           | F         |           |           |           |           |           |
| 200 m                  |           |           |           |           | H         | S         |           | F         |           |
| 400 m                  | H         |           |           |           |           |           |           | F         |           |
| 800 m                  |           |           | H         |           |           |           |           | S         | F         |
| 1500 m                 |           |           |           | H         |           |           |           | F         |           |
| 3000 m                 |           | F         |           |           |           |           |           |           |           |
| 5000 m                 |           |           |           | F         |           |           |           |           |           |
| 3000 m siepi           |           |           |           |           |           | H         |           |           | F         |
| 110 m hs               |           |           |           |           | H         | S         |           | F         |           |
| 400 m hs               |           |           | H         |           |           |           |           | S         | F         |
| Decathlon              |           |           |           |           | F         | F         | F         | F         |           |
| Salto in alto          |           |           |           |           |           |           |           | F         |           |
| Salto con l'asta       |           |           |           |           | F         |           |           |           |           |
| Salto in lungo         |           |           |           |           |           | F         |           |           |           |
| Salto triplo           |           |           |           |           |           |           |           |           | F         |
| Getto del peso         | Q         |           |           | F         |           |           |           |           |           |
| Lancio del disco       |           |           |           |           |           |           | Q         |           | F         |
| Lancio del martello    | Q         |           |           |           |           | F         |           |           |           |
| Lancio del giavellotto |           | Q         |           |           |           | F         |           |           |           |
| 10000 m marcia         |           |           |           |           |           |           | F         |           |           |
| 4×100 m                |           |           |           |           |           |           | H         |           | F         |
| 4x400 m                |           |           |           |           |           |           | H         |           | F         |

| Data→                  | 27 agosto | 27 agosto | 28 agosto | 28 agosto | 29 agosto | 29 agosto | 30 agosto | 30 agosto | 31 agosto |
| Gara↓                  | M         | P         | M         | P         | M         | P         | M         | P         | P         |
| ---------------------- | --------- | --------- | --------- | --------- | --------- | --------- | --------- | --------- | --------- |
| 100 m                  | H         | S         |           | F         |           |           |           |           |           |
| 200 m                  |           |           |           |           | H         | S         |           | F         |           |
| 400 m                  | H         |           |           |           |           |           |           | F         |           |
| 800 m                  |           |           | H         |           |           | S         |           | F         |           |
| 1500 m                 |           |           |           |           | H         |           |           |           | F         |
| 3000 m                 |           |           |           | F         |           |           |           |           |           |
| 5000 m                 |           |           |           |           |           |           |           |           | F         |
| 3000 m siepi           |           |           |           |           |           | F         |           |           |           |
| 100 m hs               |           |           |           |           | H         | S         |           | F         |           |
| 400 m hs               |           |           | H         |           |           |           |           |           | F         |
| Heptathlon             | F         | F         | F         | F         |           |           |           |           |           |
| Salto in alto          |           |           |           |           | Q         |           |           |           | F         |
| Salto con l'asta       |           | F         |           |           |           |           |           |           |           |
| Salto in lungo         |           |           |           |           | Q         |           |           |           | F         |
| Salto triplo           |           |           |           | Q         |           | F         |           |           |           |
| Getto del peso         |           |           |           |           |           |           |           | F         |           |
| Lancio del disco       |           |           |           |           | F         |           |           |           |           |
| Lancio del martello    |           |           |           |           | Q         |           |           | F         |           |
| Lancio del giavellotto |           |           |           | F         |           |           |           |           |           |
| 10000 m marcia         |           |           |           |           |           |           | F         |           |           |
| 4×100 m                |           |           |           |           |           |           | H         |           | F         |
| 4×400 m                |           |           |           |           |           |           | H         |           | F         |

| Date →  | 27 agosto | 27 agosto | 28 agosto | 28 agosto | 29 agosto | 29 agosto | 30 agosto | 30 agosto | 31 agosto |
| Event ↓ | M         | A         | M         | A         | M         | A         | M         | A         | A         |
| ------- | --------- | --------- | --------- | --------- | --------- | --------- | --------- | --------- | --------- |
| 4×400 m | H         | F         |           |           |           |           |           |           |           |

## Risultati

### Donne
| Specialità | Oro | Prestazione | Argento                                                                                   | Prestazione | Bronzo                                                                                                | Prestazione |
| Corse piane | |             |                                                                                           |             | |             |
| 100 m | Alana Reid                                                                                                | 11"17       | Adaejah Hodge                                                                             | 11"27       | Kishawna Niles                                                                                        | 11"37       |
| 200 m | Adaejah Hodge                                                                                             | 22"74       | Torrie Lewis                                                                              | 22"88       | Shanoya Douglas                                                                                       | 23"10       |
| 400 m | Lurdes Gloria Manuel                                                                                      | 51"29       | Dianna Proctor                                                                            | 51"98       | Zaya Akins                                                                                            | 52"00       |
| 800 m | Sarah Moraa                                                                                               | 2'00"36     | Claudia Hollingsworth                                                                     | 2'00"87     | Sophia Gorriaran                                                                                      | 2'01"04     |
| 1 500 m | Saron Berhe                                                                                               | 4'16"64     | Rachel Forsyth                                                                            | 4'17"94     | Jolanda Kallabis                                                                                      | 4'19"34     |
| 3 000 m | Aleshign Baweke                                                                                           | 8'50"32     | Marion Jepngetich                                                                         | 8'52"37     | Marta Alemayo                                                                                         | 8'53"64     |
| 5 000 m | Medina Eisa                                                                                               | 14'39"71    | Mekedes Alemeshete                                                                        | 14'57"44    | Charity Cherop                                                                                        | 15'25"02    |
| Corse a ostacoli | |             |                                                                                           |             | |             |
| 100 m hs | Kerrica Hill                                                                                              | 12"99       | Mia Wild                                                                                  | 13"15       | Delta Amidzovski                                                                                      | 13"24       |
| 400 m hs | Méta Tumba                                                                                                | 55"59       | Wiktoria Gadajska                                                                         | 56"87       | Hannah van Niekerk                                                                                    | 56"98       |
| 3000 m st | Sembo Almayew                                                                                             | 9'12"71     | Loice Chekwemoi                                                                           | 9'18"84     | Diana Sigei Chepkemoi                                                                                 | 9'29"84     |
| Salti | |             |                                                                                           |             | |             |
| Salto in alto | Angelina Topić                                                                                            | 1,91 m      | Izobelle Louison-Roe                                                                      | 1,89 m      | Karmen Bruus                                                                                          | 1,89 m      |
| Salto con l'asta | Molly Haywood                                                                                             | 4,47 m      | Magdalena Rauter                                                                          | 4,15 m      | Tryphena Hewett                                                                                       | 4,15 m      |
| Salto in lungo | Delta Amidzovski                                                                                          | 6,58 m      | Sophia Beckmon                                                                            | 6,54 m      | Julia Adamczyk                                                                                        | 6,34 m      |
| Salto triplo | Sharifa Davronova                                                                                         | 13,75 m     | Yi Li                                                                                     | 13,55 m     | Erika Saraceni                                                                                        | 13,47 m     |
| Lanci | |             |                                                                                           |             | |             |
| Getto del peso | Akaoma Odeluga                                                                                            | 17,34 m     | Martina Mazurová                                                                          | 16,38 m     | Ching-Yuan Chiang                                                                                     | 16,01 m     |
| Lancio del disco | Bingyang Han                                                                                              | 57,57 m     | Jingru Huang                                                                              | 56,47 m     | Marley Raikiwasa                                                                                      | 56,25 m     |
| Lancio del martello | Jiale Zhange                                                                                              | 68,95 m     | Valentina Savva                                                                           | 67,21 m     | Villő Viszkeleti                                                                                      | 64,94 m     |
| Lancio del giavellotto | Ziyi Yan                                                                                                  | 63,05 m     | Pin-Hsun Chu                                                                              | 54,28 m     | Evelyn Bliss                                                                                          | 54,01 m     |
| Staffette | |             |                                                                                           |             | |             |
| Staffetta 4×100 m | Giamaica Shanoya Douglas Alliah Baker Briana Campbell Alana Reid Sabrina Dockery*                         | 43"39       | Svizzera Timea Rankl Lia Thalmann Chloé Rabac Alicia Masini                               | 44"06       | Canada Savannah Blair Dianna Proctor Ashley Odiase Renée Roxane Tedga Kiara Webb*                     | 44"60       |
| Staffetta 4×400 m | Stati Uniti Michaela Mouton Olivia Harris Josie Donelson Zaya Akins Lakely Doht-Barron* Isabella Kneeshaw | 3'30"74     | Australia Amelia Rowe Bella Pasquali Jemma Pollard Sophia Gregorevic Charlotte McAuliffe* | 3'31"47     | Gran Bretagna Charlotte Henrich Emma Holmes Kara DaCosta Rebecca Grieve Jessica Astill* Nandy Kihuyu* | 3'32"80     |
| Prove su strada | |             |                                                                                           |             | |             |
| Marcia 10000 m | Baima Zhuoma                                                                                              | 43'26"60    | Chen Meiling                                                                              | 44'30"67    | Aarti                                                                                                 | 44'39"39    |
| Prove multiple | |             |                                                                                           |             | |             |
| Eptathlon | Jana Koščak                                                                                               | 5807 p.     | Lucia Acklin                                                                              | 5755 p.     | Adéla Tkáčová                                                                                         | 5601 p.     |
| record mondiale; record mondiale stagionale; miglior prestazione mondiale under 20; miglior prestazione mondiale stagionale under 20; record africano; record asiatico; record europeo; record nord-centroamericano e caraibico; record sudamericano; record oceaniano; record dei campionati; record nazionale; record nazionale under 20; record personale; record personale stagionale. | |             |                                                                                           |             | |             |

### Uomini
| Specialità | Oro | Prestazione | Argento                                                                                | Prestazione | Bronzo                                                                              | Prestazione |
| Corse piane | |             |                                                                                        |             |                                                                                     |             |
| 100 m | Bayanda Walaza                                                                                             | 10"19       | Puripol Boonson                                                                        | 10"22       | Bradley Nkoana                                                                      | 10"26       |
| 200 m | Bayanda Walaza                                                                                             | 20"52       | Gout Gout                                                                              | 20"60       | Jake Odey-Jordan                                                                    | 20"81       |
| 400 m | Udeme Okon                                                                                                 | 45"69       | Jayden Davis                                                                           | 46"08       | Sidi Njie                                                                           | 46"29       |
| 800 m | General Ayansa                                                                                             | 1'46"86     | Peyton Craig                                                                           | 1'46"95     | Ko Ochiai                                                                           | 1'47"03     |
| 1 500 m | Abdisa Fayisa                                                                                              | 3'40"51     | Cameron Myers                                                                          | 3'40"60     | Alex Pintado                                                                        | 3'41"03     |
| 3 000 m | Andreas Halvorsen                                                                                          | 8'20"56     | Denis Kipkoech                                                                         | 8'20"79     | Edward Bird                                                                         | 8'21"00     |
| 5 000 m | Andrew Alamisi                                                                                             | 13'41"14    | Abdisa Fayisa                                                                          | 13'41"56    | Keneth Kiprop                                                                       | 13'41"73    |
| Corse a ostacoli | |             |                                                                                        |             |                                                                                     |             |
| 110 m hs | Ja'Kobe Tharp                                                                                              | 13"05       | Andre Korbmacher                                                                       | 13"14       | Yuanjiang Chen                                                                      | 13"21       |
| 400 m hs | Vance Nilsson                                                                                              | 49"26       | Michal Rada                                                                            | 49"30       | Antti Sainio                                                                        | 49"61       |
| 3000 m st | Edmund Serem                                                                                               | 8'15"28     | Matthew Kosgei                                                                         | 8'17"46     | Hailu Ayalew                                                                        | 8'24"08     |
| Salti | |             |                                                                                        |             |                                                                                     |             |
| Salto in alto | Scottie Vines                                                                                              | 2,25 m      | Matteo Sioli                                                                           | 2,23 m      | Kaisei Nakatani                                                                     | 2,19 m      |
| Salto con l'asta | Hendrik Müller                                                                                             | 5,45 m      | Rikuya Yoshida                                                                         | 5,40 m      | Jan Krček                                                                           | 5,30 m      |
| Salto in lungo | Roko Farkaš                                                                                                | 8,17 m      | Luka Bošković                                                                          | 7,93 m      | Mason McGroder                                                                      | 7,80 m      |
| Salto triplo | Ethan Olivier                                                                                              | 17,01 m =   | Karson Gordon                                                                          | 16,74 m     | Yinglong Ma                                                                         | 16,30 m     |
| Lanci | |             |                                                                                        |             |                                                                                     |             |
| Getto del peso | Jarno van Daalen                                                                                           | 20,76 m     | JL van Rensburg                                                                        | 20,74 m     | Georg Harpf                                                                         | 20,28 m     |
| Lancio del disco | Bryce Ruland                                                                                               | 62,59 m     | Jarno van Daalen                                                                       | 62,22 m     | Mico Lampinen                                                                       | 62,20 m     |
| Lancio del martello | Iosif Kesidis                                                                                              | 82,80 m     | Roland Imre                                                                            | 75,33 m     | Ármin Szabados                                                                      | 74,88 m     |
| Lancio del giavellotto | Tom Teršek                                                                                                 | 76,81 m     | Xiaobo Wang                                                                            | 75,50 m     | Oisin Joyce                                                                         | 73,89 m     |
| Staffette | |             |                                                                                        |             |                                                                                     |             |
| Staffetta 4×100 m | Giamaica Jace Witter Gary Card Nyrone Wade Deandre Daley                                                   | 39"18       | Gran Bretagna Jake Odey-Jordan Joel Masters Dean Patterson Teddy Wilson Fabian Powell* | 39"20       | Thailandia Wirayut Daenkhanob Sarawut Nuansi Chutithat Pruksorranan Puripol Boonson | 39"39       |
| Staffetta 4×400 m | Stati Uniti Jayden Davis Xavier Donaldson Alexander Rhodes Sidi Njie Grant Buckmiller* Gabriel Clement II* | 3'03"56     | Sudafrica Bryan Katoo Sihle Mahlangu Njabulo Mbatha Udeme Okon Kryn Romijn*            | 3'05"22     | Australia Caleb Kilpatrick Jett Grundy Jack Deguara Jordan Gilbert                  | 3'05"53     |
| Prove su strada | |             |                                                                                        |             |                                                                                     |             |
| Marcia 10000 m | Rayen Cherni                                                                                               | 39'24"85    | Emiliano Barba                                                                         | 39'27"10    | Giuseppe Disabato                                                                   | 39'31"25    |
| Prove multiple | |             |                                                                                        |             |                                                                                     |             |
| Decathlon | Tomas Järvinen                                                                                             | 8425 p.     | Hubert Trościanka                                                                      | 8230 p.     | Florian Vriezen                                                                     | 7820 p.     |
| record mondiale; record mondiale stagionale; miglior prestazione mondiale under 20; miglior prestazione mondiale stagionale under 20; record africano; record asiatico; record europeo; record nord-centroamericano e caraibico; record sudamericano; record oceaniano; record dei campionati; record nazionale; record nazionale under 20; record personale; record personale stagionale. | |             |                                                                                        |             |                                                                                     |             |

### Misti
| Specialità | Oro                                                                    | Prestazione | Argento                                                                                   | Prestazione | Bronzo                                                             | Prestazione |
| Staffetta 4×400 m | Australia Jordan Gilbert Bella Pasquali Jack Deguara Sophia Gregorevic | 3'19"27     | Polonia Jakub Szarapo Wiktoria Gajosz Stanisław Strzelecki Zofia Tomczyk Michał Kijewski* | 3'17"76     | Cina Haoran Fu Yalun Wang Ailixier Wumaier Yinglan Liu Xinfeng Xu* | 3'19"98     |
| record mondiale; record mondiale stagionale; miglior prestazione mondiale under 20; miglior prestazione mondiale stagionale under 20; record africano; record asiatico; record europeo; record nord-centroamericano e caraibico; record sudamericano; record oceaniano; record dei campionati; record nazionale; record nazionale under 20; record personale; record personale stagionale. |                                                                        |             |                                                                                           |             |                                                                    |             |

## Medagliere
Paese ospitante
| Posizione | Paese                     | Oro | Argento | Bronzo | Totale |
| --------- | ------------------------- | --- | ------- | ------ | ------ |
| 1         | Stati Uniti               | 8   | 4       | 4      | 16     |
| 2         | Etiopia                   | 6   | 2       | 2      | 10     |
| 3         | Cina                      | 4   | 4       | 3      | 11     |
| 4         | Giamaica                  | 4   | 0       | 1      | 5      |
| 5         | Kenya                     | 3   | 3       | 1      | 7      |
| 6         | Sudafrica                 | 3   | 2       | 2      | 7      |
| 7         | Australia                 | 2   | 7       | 5      | 14     |
| 8         | Rep. Ceca                 | 2   | 2       | 2      | 6      |
| 9         | Croazia                   | 2   | 1       | 0      | 3      |
| 10        | Paesi Bassi               | 1   | 1       | 1      | 3      |
| 11        | Cipro                     | 1   | 1       | 0      | 2      |
| 11        | Isole Vergini Britanniche | 1   | 1       | 0      | 2      |
| 11        | Serbia                    | 1   | 1       | 0      | 2      |
| 14        | Germania                  | 1   | 0       | 2      | 3      |
| 15        | Francia                   | 1   | 0       | 0      | 1      |
| 15        | Norvegia                  | 1   | 0       | 0      | 1      |
| 15        | Nuova Zelanda             | 1   | 0       | 0      | 1      |
| 15        | Slovenia                  | 1   | 0       | 0      | 1      |
| 15        | Tunisia                   | 1   | 0       | 0      | 1      |
| 15        | Uzbekistan                | 1   | 0       | 0      | 1      |
| 21        | Polonia                   | 0   | 3       | 1      | 4      |
| 22        | Canada                    | 0   | 2       | 1      | 3      |
| 23        | Svizzera                  | 0   | 2       | 0      | 2      |
| 24        | Regno Unito               | 0   | 1       | 3      | 4      |
| 25        | Giappone                  | 0   | 1       | 2      | 3      |
| 25        | Italia                    | 0   | 1       | 2      | 3      |
| 25        | Uganda                    | 0   | 1       | 2      | 3      |
| 25        | Ungheria                  | 0   | 1       | 2      | 3      |
| 29        | Taipei cinese             | 0   | 1       | 1      | 2      |
| 29        | Thailandia                | 0   | 1       | 1      | 2      |
| 31        | Austria                   | 0   | 1       | 0      | 1      |
| 31        | Messico                   | 0   | 1       | 0      | 1      |
| 33        | Finlandia                 | 0   | 0       | 2      | 2      |
| 34        | Barbados                  | 0   | 0       | 1      | 1      |
| 34        | Estonia                   | 0   | 0       | 1      | 1      |
| 34        | India                     | 0   | 0       | 1      | 1      |
| 34        | Irlanda                   | 0   | 0       | 1      | 1      |
| 34        | Spagna                    | 0   | 0       | 1      | 1      |
| Totale    | Totale                    | 45  | 45      | 45     | 135    |